# Santomenna
Santomenna – miejscowość i gmina we Włoszech, w regionie Kampania, w prowincji Salerno.
Według danych na rok 2004 gminę zamieszkiwało 580 osób, 72,5 os./km².